# Barbut carapelat de Vernay
El barbut carapelat de Vernay (Gymnobucco vernayi) és una espècie d'ocell de la família dels líbids (Lybiidae) que habita els boscos de l'oest d'Angola.
Ha estat considerat una subespècie del barbut carapelat calb.